# Franc-Tireur (hebdomadaire)
Pour les articles homonymes, voir Franc-tireur (homonymie).
Ne doit pas être confondu avec Franc-Tireur (mouvement de résistance).
Franc-Tireur  est un hebdomadaire politique français lancé en novembre 2021 par le groupe Czech Media Invest (CMI), détenu par le milliardaire Daniel Křetínský. Il a été créé à l'initiative de Caroline Fourest et de Denis Olivennes, rapidement rejoints par Raphaël Enthoven. La direction en est d'abord assurée par Christophe Barbier et Éric Decouty, Caroline Fourest étant alors encore engagée avec l'hebdomadaire Marianne, qu'elle quitte en janvier 2022. Elle prend alors officiellement les commandes de Franc-Tireur en avril 2022.
Sa maquette sur huit pages, au format et au pliage particulier, est l’œuvre du directeur artistique Fabrice Trillat.
Son siège est situé à Levallois-Perret.

## Histoire
Son nom fait référence au Franc-Tireur, journal de la Résistance né pendant la Seconde Guerre mondiale. En octobre et début novembre 2023, les ventes en kiosque sont portées par l'actualité et se situent autour de 30 000 exemplaires par numéro contre 20 000 en moyenne depuis le début de l'année, devant Le Point, L'Obs ou L'Express. 

### Lancement
Le journal est financé par le milliardaire tchèque Daniel Křetínský. Dès septembre 2021, une campagne de préabonnement est lancée sur les réseaux sociaux, entre autres par Christophe Barbier : celle-ci attire alors un millier de souscripteurs. Après un numéro 0 en octobre, le premier numéro sort le 17 novembre 2021 et est imprimé à 160 000 exemplaires dont 72 000 sont vendus,.

### Rédaction
En avril 2022, Caroline Fourest, fondatrice du titre, remplace officiellement Christophe Barbier à la direction éditoriale (ce dernier conservant un rôle d'éditorialiste), aux côtés de Raphaël Enthoven, conseiller de la rédaction. En juillet de la même année, Pauline Delassus, ancienne journaliste de Paris Match, est nommée rédactrice en chef, avant d'être remplacée en septembre 2023 par Valia Breitembruch, tandis que Benjamin Sire, en plus de superviser l'actualité, devient le second éditorialiste, avec Christophe Barbier.

### Ligne éditoriale
Peu avant le lancement de la publication, Christophe Barbier promet qu'elle sera « anti-Zemmour, anti-extrême droite, anti-extrême gauche, anti-antivax, anti-complotistes, anti-cancel culture » et « contre tout ce qui menace l'universalisme républicain » ; Le Monde note que « certains » considèrent le projet « relativement conservateur ». Selon Regards et Orient XXI, le titre est proche du Printemps républicain,. Politis accuse Caroline Fourest, à la direction de Franc-Tireur, d'y avoir « importé ses méthodes : approximations, insinuations, demi-vérités, mensonges… ». Après le premier tour des élections législatives de 2024, le romancier Aurélien Bellanger s'indigne de voir Franc-Tireur, qui selon lui « a fabriqué les conditions de la victoire du RN, faire une « une » « anti-RN » avec un petit astérisque, bien sûr, pour dire de ne pas voter LFI », ; Caroline Fourest s'en défend dans un droit de réponse.

## Accusation de plagiat
Un article d'Arrêt sur images de décembre 2021 accuse le journal de plagiat concernant son article « Les Zouaves » par Fiammetta Venner.